# Джек Воробей
Джек Воробе́й (англ. Captain Jack Sparrow) — главный герой киносерии «Пираты Карибского моря», созданный сценаристами Тедом Эллиотом и Терри Россио. Роль исполняет Джонни Депп. Впервые он появляется в фильме «Пираты Карибского моря: Проклятие Чёрной жемчужины» (2003), затем — в фильмах «Пираты Карибского моря: Сундук мертвеца» (2006), «Пираты Карибского моря: На краю света» (2007), «Пираты Карибского моря: На странных берегах» (2011) и «Пираты Карибского моря: Мертвецы не рассказывают сказки» (2017).
В «Пиратах Карибского моря: Проклятие Чёрной жемчужины» капитан Джек Воробей предполагался его создателями как второстепенный персонаж. Создателей серии фильмов вдохновил тематический парк «Пираты Карибского моря», находящийся в Диснейленде. В 2006 году, когда парк был обновлён, к программе добавили персонажа по имени «Капитан Джек Воробей». Его характер и особенности придумывал сам Джонни Депп, основываясь на характере и особенностях гитариста группы The Rolling Stones Кита Ричардса.
Персонаж также стал героем серии книг «Пираты Карибского моря: Джек Воробей», которая описывает его приключения в юности; этот герой также появляется в серии видеоигр «Пираты Карибского моря».
В контексте фильмов Джек — член «Братства пиратских баронов семи морей». Не чужд вероломству, выживает больше благодаря остроумию и умению вести переговоры, чем благодаря оружию и силе; предпочитает избегать чересчур опасных ситуаций и дерётся лишь в случае необходимости. Вначале Воробей разыскивает свой корабль «Чёрная жемчужина», похищенный его бывшим старпомом Гектором Барбоссой, затем пытается избежать выполнения своей части сделки с морским дьяволом Дэйви Джонсом в ходе борьбы с Ост-Индской торговой компанией.

## Фильмы

### Пираты Карибского моря: Проклятие Чёрной жемчужины
Впервые капитан Джек Воробей появляется в фильме «Пираты Карибского моря: Проклятие Чёрной жемчужины», первой части серии. Он прибывает в Порт-Ройал в поисках корабля. Несмотря на спасение губернаторской дочери Элизабет Суонн (Кира Найтли), его сажают в темницу за пиратство. В эту ночь корабль под названием «Чёрная Жемчужина» атакует Порт-Ройал, и команда похищает Элизабет. Капитан «Жемчужины» Гектор Барбосса (Джеффри Раш) отчаянно пытается собрать все золото ацтеков, из-за которого он и его подручные навлекли на себя проклятие. Одна из монет находится у Элизабет. Уилл Тёрнер (Орландо Блум), влюблённый в Элизабет, освобождает Джека, чтобы тот помог ему найти и спасти Элизабет. Они реквизируют корабль «Перехватчик» и отправляются на Тортугу, а затем на остров Исла-де-Муэрта, где держат Элизабет. Барбосса захватывает и оставляет Элизабет и Джека на необитаемом острове, а Уилла забирает с собой, потому что ему нужна его кровь для снятия проклятья.
Джека и Элизабет спасает британский корабль во главе с командором Норрингтоном (Джек Дэвенпорт). Джек заключает с ним сделку, обещая доставить его к «Чёрной Жемчужине». Во время финальной битвы на Исла-де-Муэрта Джек крадёт проклятую монету, которая делает его бессмертным, и сражается с Барбоссой. Он стреляет в Гектора пулей, которую хранил для него десять лет. Уилл разрушает проклятие своей кровью, и Барбосса умирает.
Воробья арестовывают и затем приговаривают к смерти. Уилл неудачно пытается спасти его. Элизабет вступается за них обоих, Уилла освобождают, а Джек убегает, упав с крепостной стены в море. Его спасает команда «Чёрной Жемчужины», и пираты снова признают его капитаном.
После этого, командор Норрингтон даёт ему «денёк форы».

### Пираты Карибского моря: Сундук мертвеца
В сиквеле, «Пираты Карибского моря: Сундук мертвеца» (2006), Воробей разыскивает сундук мертвеца Дэйви Джонса, который поможет ему править морями и спасти себя. Тринадцать лет назад Воробей заключил сделку с морским дьяволом Дэйви Джонсом (Билл Найи) — Джонс сделал Джека капитаном «Чёрной Жемчужины», взамен тот через указанное время отдаст ему душу — Джек обязан прослужить сотню лет на корабле Джонса «Летучий Голландец».
В сундуке Джонса хранилось его сердце, которое Джек мог использовать против Джонса и сделки. Лорд Катлер Беккет (Том Холландер) из Ост-Индской Торговой компании желая заключить свою собственную сделку с Джеком и забрать его компас, отправляет Уилла Тёрнера на его поиски. Уилл находит Джека и его команду прячущимися от кракена на острове Пелегостос.
Они спасаются, но Джонс находит их и требует выполнить условия сделки. Джек отказывается, мотивируя это тем, что пробыл капитаном всего два года до свержения его Барбоссой, но Джонс отвергает этот аргумент, так как все эти годы Джек звал себя «капитаном Джеком Воробьём». Джек оставляет Уилла на борту Голландца как одну из ста душ в обмен на душу Джека и отправляется на Тортугу, чтобы набрать остальных. Обнаружив на Тортуге Элизабет и спившегося Джеймса Норрингтона, Джек убеждает Элизабет, что она сможет спасти Уилла, найдя сундук Джонса. Он использует свойства своего компаса, чтобы найти остров, где хранится сундук. Уилл также прибывает туда, украв у Джонса ключ от сундука. Уилл желает получить компас и освободить отца — пленника Джонса, Норрингтон желает заполучить сердце для Беккета, чтобы вернуть его милость. Во время битвы сердце Джонса похищает Норрингтон и передаёт его Беккету. Кракен атакует «Жемчужину», Джек решает сбежать, но возвращается на корабль. Команда убегает с корабля, но Элизабет Суонн соблазняет Джека, обманом приковывая его к кораблю, кракен отправляет его и корабль в тайник Дейви Джонса.
Тиа Дальма предлагает Уиллу, Элизабет и команде отправиться на край света, чтобы спасти Воробья, и они соглашаются. Для этого она оживляет Гектора Барбоссу.

### Пираты Карибского моря: На краю света
В третьей части франшизы, Пираты Карибского моря: На краю света (2007), сердцем Дэйви Джонса владеет Беккет, и в альянсе с Джонсом он угрожают влиянию пиратов на море. Они организуют собрание Братства лордов семи морей. Джек Воробей — член Братства, перед смертью он не успел передать песо — идентификационный предмет члена Братства — своему последователю. Собранные вместе песо могут освободить морскую богиню Калипсо.
Гектор Барбосса сопровождает команду в тайник Дэйви Джонса, используя карты сингапурского пирата Сяо Фэня. После того как они находят Джека, тот придумывает способ вернуться из тайника в мир живых — перевернуть корабль на закате. На совете пиратов они встречают Элизабет Суонн, которую Сяо Фэнь перед смертью сделал пиратским бароном. Её избирают королевой пиратов, когда Джек нарушает обычай (во время выборов Короля все пираты всегда голосовали за себя, голоса были всегда равны, потому короля не было). Во время шторма, созданного освобождённой Калипсо, Джонс наносит смертельную рану Уиллу, а Джек использует руку Уилла, чтобы пронзить сердце Джонса. Таким образом он делает Тёрнера новым капитаном «Летучего голландца». Вместе «Голландец» и «Чёрная Жемчужина» уничтожают корабль Беккета.
В конце фильма Барбосса оставляет Джека и Джошами Гиббса на Тортуге, снова украв «Чёрную Жемчужину». Но Джек заранее вырезает из карты Барбоссы центр, где указан путь к источнику Молодости, и на небольшой лодке он отправляется на поиски корабля.

### Пираты Карибского моря: На странных берегах
Джонни Депп исполнил роль в четвёртом фильме. Фильм описывает путешествие Джека к Источнику Молодости.

…Капитан Джек Воробей встречает женщину из своего прошлого (Анжелика) которая в него влюблена, и использует её, чтобы добраться до источника Молодости. Когда она силой заставляет его взойти на борт корабля «Месть Королевы Анны», под командованием Эдварда Тича, также известного как Чёрная Борода (Иэн Макшейн), Джек понимает, что оказался в неожиданном приключении, и не знает, кого бояться больше: Чёрную Бороду или её. В конце Джек решает бросить Анжелику на необитаемом острове на погибель.
— Пресс-релиз Walt Disney Studios Motion Pictures

### Пираты Карибского моря: Мертвецы не рассказывают сказки
Исчерпавший свою удачу капитан Джек Воробей обнаруживает, что за ним охотится его старый неприятель, ужасный капитан Салазар, и его мертвецы. Они только что сбежали из Дьявольского треугольника и намерены уничтожить всех пиратов, включая Джека. Поможет спастись лишь могущественный артефакт — трезубец Посейдона, который дарует своему обладателю полный контроль над морями.
В этом ему помогают сын Элизабет и Уилла — Генри Тёрнер, которому нужен трезубец для освобождения отца от Летучего Голландца, девушка-учёный Карина Смит, которую все считают ведьмой, и его старый знакомый — капитан Гектор Барбосса, который, как выясняется, является отцом Карины.

## Другие появления
Вне фильмов капитан Джек Воробей появился в видеоигре 2006 года Kingdom Hearts II, где был озвучен Джеймсом Арнольдом Тейлором в английской версии и Хироаки Хиратой в японской. Также герой появился в других видеоиграх: «Легенда Джека Воробья», где был озвучен Джонни Деппом, в адаптации фильма «Пираты Карибского моря: На краю света» и разных версиях игры «Пираты Карибского моря: На краю света», где был озвучен Джерардом Батлером. Герой также был озвучен Джаредом Батлером в «Пираты Карибского моря Online».
Ранняя история Джека в книге Pirates of the Caribbean: The Complete Visual Guide повествует, что он был рождён на корабле во время тайфуна в Индийском океане, и его учил фехтовать итальянец.
Роб Кидд написал серию книг о Джеке Воробье под названием «Пираты Карибского моря: Джек Воробей», повествующих о приключениях Джека и его команды на борту корабля Barnacle, их битвы с сиренами, русалками и взрослыми пиратами, ищущими сокровища. Первая книга, «Надвигающийся шторм», вышла 1 июня 2006 года.
Первый полный роман-приквел описывает историю Джека и Ост-Индской Торговой компании, происходящую за 14 лет до событий фильмов. Книга «Пираты Карибского моря: Цена свободы» писательницы А. К. Криспин рассказывает о 25-летнем Джеке, когда он работал капитаном на Ост-Индскую Торговую компанию, под эгидой Катлера Беккета. Роман длиной более 600 страниц вышел 17 мая 2011 года.

## Концепция и создание

### Создание персонажа
Во время написания сценария к фильму «Пираты Карибского моря: Проклятие „Чёрной Жемчужины“» Тед Эллиотт и Терри Россио предполагали, что Джек станет второстепенным персонажем. Продюсеры видели его как молодого Берта Ланкастера.
Воробей показан «этичным» пиратом в отличие от Барбоссы. Его мотивы часто непонятны, и является ли он хорошим или плохим — решать зрителям.
Уиллу Тёрнеру Джек говорит, что пират может быть хорошим человеком, как отец Уилла — Билл Тёрнер.
После успеха «Проклятия Чёрной Жемчужины», задача по созданию сиквела, по словам Вербински, была такова: «Вы не хотите фильм только о Джеке Воробье. Это всё равно, что пить молочный коктейль с чесноком. Он слишком острый, и нужно много мужчин… Давайте не дадим им слишком много Джека. Это всё равно, что слишком много десерта или слишком много хорошего». Сцены на острове людоедов были добавлены, чтобы показать, что он в опасности везде — и на море, и на суше.
«Пираты Карибского моря: На краю света» был создан, чтобы вернуться назад к образом персонажей. В частности, Воробей стал несколько безумен после одиночества в тайнике Дэйви Джонса и теперь желает бессмертия.
Воробей борется со своей честностью и нравственностью, ведь именно она стала причиной его смерти во втором фильме. К концу части «На краю света» Воробей отправляется к фонтану молодости.
Продюсер Джерри Брукхаймер и новый режиссёр фильма Роб Маршалл продолжили эту историю в четвёртом фильме.

### Джонни Депп
Джонни Депп думал о съёмках в семейном фильме и посетил студию «Дисней», когда услышал о готовящейся адаптации тематического парка «Пираты Карибского моря» в фильм. Депп был рад возродить старый голливудский жанр, кроме того, его радовала необычность сценария — команда не искала сокровища, а наоборот, хотела вернуть их, чтобы избавиться от проклятия. Кроме того, традиционный в таких фильмах «мятеж» уже произошёл. 10 июня 2002 года Депп прошёл кастинг.
При первом прочтении Депп удивил других исполнителей и съёмочную группу своей эксцентричной манерой исполнения роли. Почитав о пиратах XVIII-го века, Депп увидел их сходство с современными рок-звёздами и решил сделать своего персонажа похожим на Кита Ричардса. Вербински и Брукхаймер были уверены в Деппе, отчасти потому, что Орландо Блум должен был играть персонажа в духе Эррола Флинна. Деппу также принадлежит фраза в конце фильма — «Теперь достигнем этого горизонта», которую сценарист фильма назвал своей любимой. Исполнительные продюсеры Дисней были смущены выступлением Деппа, его спросили, был ли его персонаж геем или пьян. Майкл Эйснер даже сказал: «Он губит фильм!». Депп ответил: «Этот выбор делаю я. Вы знаете, как я работаю. Так что доверяйте мне». У многих выбор Деппа вызвало сомнение, потому что он был необычным актёром для студии.
Выступление Деппа было высоко оценено кинокритиками. Алан Моррисон посчитал его «Выше всяких похвал… С точки зрения движений и слов это — мастер-класс комедийного выступления». Роджер Эберт также нашёл выступление «оригинальным в каждом атоме. Никогда ни в одном фильме не было такого пирата или просто человека… по его поведению видны долгие репетиции.» Эберт также одобрил Деппа как создателя персонажа. Несмотря на то, что фильм ему не понравился, критик Кеннет Туран оценил образ Джека Воробья. Обозреватель и критик Марк Кермод написал, что это была одна из худших работ Деппа. За роль Джека Воробья, Депп получил премию «Screen Actor’s Guild», номинацию на Золотой глобус и на премию «Оскар» в категории «Лучший актёр», первую в его карьере.
Джонни Депп вернулся к роли Джека Воробья в 2006 году в фильме Пираты Карибского моря: Сундук мертвеца, это был первый раз, когда актёр снялся в сиквеле. На съёмках «На краю света», Питер Трэверс сказал, что было доказано, что «действительно может быть слишком много хорошего». Тем не менее, Депп получил награду MTV Movie Award, и также был номинирован на Золотой глобус. За своё выступление в «На краю света» Депп выиграл MTV Movie Award за лучшее комедийное выступление, а также People's Choice Award и «Kids' Choice Award».

### Макияж и костюм
Джонни Депп носил парик, чтобы изобразить дреды, которые, по его мнению, подходили к облику пиратов XVIII-го века. Кроме банданы, Воробей носил в волосах несколько предметов (Кит Ричардс любил коллекционировать разные предметы во время гастролей). Среди предметов был и пиратский песо. Глаза Воробья густо насурьмлены (под влиянием кочевников, с которыми Депп сравнивал пиратов), а также Депп носил контактные линзы, которые работали как солнечные очки. У Воробья несколько золотых зубов, два из них принадлежат Деппу. Депп забыл их удалить во время съёмок «Проклятия Чёрной Жемчужины» и решил оставить на время съёмок сиквелов. Из-за всех аспектов выступления Деппа Дисней был серьёзно обеспокоен сохранностью его зубов. Воробей носит тонкую двойную бородку. Сначала для двух кос бородки были использованы провода, но затем их убрали, потому что, когда Депп ложился, косы торчали вверх. Воробей также имеет несколько татуировок и клеймо пирата на правой руке под татуировкой воробья, а также ожог на левой и два пулевых ранения на груди (показывает их Элизабет в вырезанной сцене на необитаемом острове). В фильме «На краю света» одна из «реинкарнаций» Джека во время работы на корабле раздета до пояса, и хорошо видно спину, полностью украшенную татуировками.
Во время работы над внешностью персонажа, Депп сотрудничал с костюмером Пенни Роуз, готовя треугольную шляпу как знак Джека Воробья — ни одному персонажу в серии фильмов нельзя было носить треугольную шляпу, это делало Джека уникальным. В сцене, где шляпа падает в воду, была её использована резиновая версия. Деппу нравилось носить один и тот же костюм всю серию, особенно лёгкий твидовый пиджак, и он должен был носить сапоги без носка. Ни один из костюмов во время «Проклятия Чёрной Жемчужины» не сохранился, что дало возможность создать жёсткие льняные рубашки для трюков. Роуз было трудно найти создателей пояса Воробья в Турции. Воробей носит дополнительный ремень в сиквелах, потому что Деппу понравилась новая пряжка, которая не подходила к первому поясу.
Оружие Воробья подлинное, XVIII века. Его шпага из 1740-х годов, а пистолет из 1760-х. И то, и другое было сделано в Лондоне. Депп использует два пистолета, один из них — резиновый. Оба сохранились после производства первого фильма. Магический компас также сохранился после сиквелов. Компас не работает как обычный, стрелку заставляли вращаться с помощью магнита. Воробей носит четыре кольца, два из которых принадлежат Деппу. Депп купил зелёное кольцо в 1989 году, а золотое — копия 2400-летнего старого кольца, которое Депп дал команде, хотя оригинал позднее был украден. Двум другим Депп придумал предысторию : золотое чёрное кольцо украдено у вдовы, которую соблазнил Джек Воробей, а зелёное кольцо дракона напоминает о его приключениях на Дальнем Востоке. Среди других идей Деппа было ожерелье из человеческих пальцев, которое носил Воробей на острове Пелегостос и скипетр, похожий на скипетр, которым владел один из друзей Деппа.
В течение трилогии Воробей проходит физическую трансформацию. В «Проклятии Чёрной Жемчужины» Воробей подвергает себя проклятию, чтобы сразиться с бессмертным Барбоссой. Сцены, где он выглядит как скелет, снимались без него, этот образ создали аниматоры. В «На краю света» Джек галлюцинирует, представляя себя в качестве всей команды Дэйви Джонса, в том числе вросшим в стену и инкрустированным ракушками. Режиссёр Гор Вербински заметил, что конструкция сохранила образ Воробья, и отклонил изначальную конструкцию, которая изображала Воробья старше на 100 лет.

## Характеристика
По словам сценаристов Теда Эллиотта и Терри Россио, Воробей использует остроумие и обман для достижения своих целей, предпочитая решать споры словами, а не силой. Он ходит в немного развязной манере, говорит расслабленно и машет рукой жестом Туко Рамиреса из фильма «Хороший, плохой, злой».
Несмотря на то, что Барбосса не особенно его уважает, Воробей — шустрый, расчётливый и умный. Он обманывает командора Норрингтона и его команду,  реквизировав их корабль «Перехватчик». В это время за ним наблюдает лейтенант Гровс (Грег Эллис), который говорит: «Самый удалой пират из тех, что я видел». Норрингтон сам соглашается с этой похвалой, в таком контрасте к тому, что он сказал раньше — «Вы самый жалкий из всех пиратов, о которых я слышал». Именно Джек расшифровал кажущуюся непонятной карту в третьем фильме, в то время как другие ещё пытались понять, как вернуться в реальный мир. Когда Совет Братства был созван, но пиратские бароны не могли прийти к согласию, бороться с Армадой Катлера или нет, Джек предложил выбрать короля пиратов, чтобы тот принял решение. Каждый проголосовал за себя, и только он проголосовал за Элизабет Суонн, сделав её королём, и таким образом выполнил свою цель — начать войну.
Когда был смертельно ранен Уилл Тёрнер, он отказался от своей мечты стать бессмертным, проткнув сердце Джонса, и позволяет Уиллу сделать это, тем самым спасая ему жизнь. Обычно он предпочитает стратегию переговоров грубой силе и настраивает своих врагов друг против друга. В действительности, Воробей опытный фехтовальщик, но использует дипломатию во время боя. Он объясняет: «Чем биться, лучше договориться. Нужен только весомый довод». Он вызывает на переговоры и отговаривает врагов от их намерений, убеждая их увидеть общую картину, как он убедил Гектора Барбоссу повременить со снятием проклятия до битвы с морской пехотой. Он часто использует сложные слова, чтобы осмеять врагов, и предполагается, что его пацифизм — одна из причин, по которой Барбосса и команда подняли бунт. В первом фильме Барбосса сказал: «Вот поэтому ты и потерял Жемчужину, Джек. Легче обыскивать мёртвых людей».
Джек Воробей сам создал себе репутацию. Во время рассказа Гиббса о его побеге с острова на морских черепахах Воробей приукрасил историю, утверждая, что верёвка была сделана из волос на его спине, в то время как на самом деле Воробей бежал с острова, заключив сделку с контрабандистами. Видеоигра «Легенда Джека Воробья» опирается на эти рассказы, в том числе на побег из порта Нассау без единого выстрела. В сценарии фильма «Пираты Карибского моря: Сундук мертвеца» говорится, что Воробей избежал казни в Порт-Ройале, схватив двух попугаев и улетев. Джонни Депп сказал, что пираты похожи на рок-звёзд тем, что их слава опережает их. Воробей также предпочитает обращение «Капитан Джек Воробей» и часто прощается так: «Этот день вы навсегда запомните как день, когда вами чуть не был схвачен капитан Джек Воробей!», которое иногда комедийно обрывается. В удалённой сцене «Чёрной Жемчужины» Воробей размышляет о том, каково быть «бессмертным капитаном Джеком Воробьём», в течение третьего фильма он ищет бессмертия, хотя его отец капитан Тиг предупреждает, что это может стать ужасным проклятием. Воробей также размышляет: «Капитан Джек Воробей, последний пират», когда Ост-Индская компания преследует всех пиратов.
Несмотря на героизм, у Джека есть и тёмная сторона. Когда Джек согласился отправить Джонсу 100 душ в обмен на свою свободу, Дэйви спросил его, сможет ли он жить, приговорив сотню душ к вечной службе на корабле. После недолгих сомнений Воробей отвечает утвердительно. Однако затем он говорит Гиббсу: «Я замарался, как никогда». Он сбегает, не выполнив сделку с Анна-Марией, Дейви Джонсом и другими пиратскими баронами. Сяо Фэнь, пиратский барон Сингапура, говорит о нём с ненавистью. В момент трусости Джек сбегает с корабля, оставив команду, когда их атакует кракен, но затем возвращается. Воробей заявляет, что он — человек слова, и удивляется, когда люди сомневаются в его честности; на его счету нет убийства и других крупных преступлений..
Депп частично списал персонажа с Пепе ле Пью. Воробей заявляет, что имеет «интуицию и знание женской натуры». Его бывшие, Скарлетт и Жизель, постоянно дают ему пощёчины. Его остроумие легко привлекает женщин. Режиссёр Гор Вербински заметил особое отношение Джека к своему кораблю, когда он гладит рулевое колесо. «Чёрная Жемчужина» описывается как единственный корабль, способный обогнать «Летучего Голландца». Далее это продолжается в третьем фильме, когда Джек и Барбосса борются за капитанство, меряясь длинами подзорных труб; в удалённой сцене они также сражаются за штурвал. Воробей говорит, что «море — его единственная любовь», Тайник Дэйви Джонса показан как пустыня, которая символизирует личный «ад» Воробья.
У Джека также плохо с личной гигиеной. У него отвратительный запах изо рта. Воробей сбрасывает Уилла с корабля, дыхнув на него. Наконец, Джек обладает ненасытной жаждой рома, которая может сбить его магический компас, указывающий на то, чего он хочет больше всего.

### Семья и отношения
Отец Джека, капитан Тиг (сыгран Китом Ричардсом), является хранителем пиратского кодекса. Он так же чудаковат, как и сын (аллюзия на то что Депп списал образ Джека именно с Ричардса). Он впервые появляется в третьем фильме, где его роль ограничена консультацией по поводу выбора пиратского короля. Однако, как показано, к нему с почтением и страхом относятся даже пиратские бароны. Также показано, что мать Джека давно умерла и Тиг носит с собой её засушенную голову. Доброе и вежливое поведение Джека по отношению к Тигу показывает его как любящего сына. В четвёртом фильме Тиг появляется эпизодически, спасая Джека от солдат короля. Здесь Воробей впервые назвал Тига «папой».
В четвёртом фильме также выясняется, что Джек когда-то имел связь с Анжеликой — как оказалось, дочерью капитана Чёрной Бороды. Они вновь встречаются в Лондоне и Анжелика принуждает его взойти на корабль своего отца — «Месть Королевы Анны», чтобы добраться до источника вечной молодости. В конце Джек уплывает, оставив Анжелику одну на необитаемом острове с пистолетом и единственной пулей в нём, которую она потратила, пытаясь убить Джека.

## Влияние
Когда «Пираты Карибского моря: Сундук мертвеца» собрал больше $1 млрд в мире, продюсер Иэн Натан сказал о популярности Воробья: «Пиратам, франшизе, нужно было просто подняться вверх». Журнал Empire оценил выступление Джонни Деппа как 74-ю «вещь, которая потрясла этот мир», а затем назвал его 8-м среди лучших персонажей всех времён. Опрос более 3000 человек показал, что Джек Воробей был самым популярным костюмом на Хэллоуин 2006 года, a в 2007 году опрос, проведённый сайтом Internet Movie Database, показал, что Воробей стал вторым по популярности героем экшена после Индианы Джонса. Капитан Джек Воробей стал самой популярной ролью Деппа.
По словам Шона Эберсона, популярность персонажа объясняется тем, что «негодяй, чьи случайные приступы совести позволяют зрителям принять его со всеми недостатками, сыгранный таким актёром, как Депп, приковывает к себе каждой сценой, в которой фигурирует». Критик Леонард Малтин отметил, что Джек беззаботен и не принимает себя всерьёз. Воробей попал в список IGN в десятку лучших кинопреступников, за то что он «живёт для себя и волен делать что угодно и, черт возьми, это радует. Это делает для аудитории очень романтичным такого преступника, как капитан Джек Воробей».

## Награды и номинации
Джонни Депп получил (и был номинирован) за роль капитана Джека Воробья многочисленные награды:

### Проклятие Чёрной жемчужины
Награды:
- Премия Empire Awards за лучшую мужскую роль,
- Премия Irish Film and Television Awards лучшему интернациональному актёру,
- Премия Гильдии киноактёров США за лучшую мужскую роль

Номинации:
- Премия «Оскар» за лучшую мужскую роль
- Премия BAFTA за лучшую мужскую роль
- Премия ассоциации кинокритиков США за лучшую мужскую роль
- Премия «Золотой глобус» за лучшую мужскую роль — комедия или мюзикл
- Премия онлайн-кинокритиков США за лучшую мужскую роль
- Премия «Сатурн» лучшему киноактёру
- Премия «Спутник» за лучшую мужскую роль — кинофильм

### Сундук мертвеца
Награды:
- Премия Empire Award за лучшую мужскую роль

Номинации:
- Премия «Золотой глобус» за лучшую мужскую роль — комедия или мюзикл
- Премия National Movie Awards за лучшую мужскую роль

### На краю света
Награды:
- Премия Kids’ Choice Awards любимому актёру
- Премия MTV Movie Awards за лучшее комедийное исполнение
- Премия Rembrandt Award лучшему интернациональному актёру

Номинации:
- Премия National Movie Awards за лучшую мужскую роль
- Премия Teen Choice Awards лучшему актёру экшна

### На странных берегах
Номинации:
- Премия Teen Choice Awards за лучшее исполнение фантастического персонажа